# HMS Electra (H27)
Lo HMS Electra (pennant number H27) fu un cacciatorpediniere della Royal Navy britannica appartenente alla classe E, entrato in servizio nel settembre del 1934.
Attivo durante la seconda guerra mondiale, il cacciatorpediniere operò inizialmente nel teatro bellico del Mare del Nord e dell'oceano Atlantico, prendendo parte principalmente alla scorta dei convogli di mercantili in arrivo nel Regno Unito e alle missioni di pattugliamento anti-sommergibili; il cacciatorpediniere fu inoltre impegnato negli eventi della campagna di Norvegia e dell'operazione Rheinübung, nonché nella scorta dei primi "convogli artici" diretti in Unione Sovietica.
Alla fine di ottobre 1941 l'Electra lasciò il Regno Unito per essere rischierato nella base di Singapore, in vista di una possibile apertura di ostilità con l'Impero giapponese; dopo l'inizio delle operazioni sul fronte bellico del Pacifico nel dicembre 1941, il cacciatorpediniere fu presente all'affondamento della Prince of Wales e della Repulse il 10 dicembre, per poi partecipare alle operazioni di scorta ai convogli diretti a Singapore e Giava. Assegnato alle forze navali dell'ABDA Command, l'Electra finì affondato il 27 febbraio 1942 da unità navali giapponesi nel corso della battaglia del Mare di Giava.

## Storia

### Entrata in servizio e prime operazioni
Impostata nei cantieri della Hawthorn Leslie and Company di Hebburn il 15 marzo 1933, la nave fu varata il 15 febbraio 1934 con il nome di Electra come l'omonimo personaggio mitologico, settima unità della Royal Navy a portare questo nome. L'unità entrò poi in servizio il 15 settembre 1934, venendo assegnata alla 5th Destroyer Flotilla della Home Fleet; durante il periodo interbellico la nave fu più volte rischierata nel mar Mediterraneo, in particolare durante il periodo di crisi diplomatica tra Regno Unito e Regno d'Italia conseguente la guerra d'Etiopia e poi durante la guerra civile spagnola, quando pattugliò le acque della penisola iberica in funzione di contrasto del contrabbando di armi. Dopo lavori di manutenzione svolti a Sheerness il cacciatorpediniere fu posto in stato di riserva nel 1938, ma venne riportato in condizioni di armamento all'inizio dell'agosto 1939 partecipando quindi, il 26 agosto, a una rivista navale a Weymouth alla presenza del sovrano Giorgio VI del Regno Unito.
Dopo l'inizio delle ostilità con la Germania nazista il 3 settembre 1939, l'Electra fu schierato in forza alla 12th Destroyer Flotilla di base a Portland, pattugliando gli approcci sud-occidentali alle isole britanniche e scortando i convogli di mercantili che vi transitavano; quello stesso 3 settembre la nave, in coppia con il pari classe HMS Escort, mosse in soccorso dei naufraghi del transatlantico SS Athenia, silurato e affondato da un U-Boot tedesco a nord-ovest dell'Irlanda, traendo in salvo 481 persone. Tra ottobre e novembre l'Electra si spostò nella base di Greenock per pattugliare gli approcci nord-occidentali al Regno Unito ma in dicembre, dopo lavori di manutenzione delle caldaie svolti a Rosyth, fu riassegnato alla scorta dei convogli che facevano la spola tra la Scozia e la Norvegia: fino alla fine di marzo 1940 il cacciatorpediniere partecipò alla protezione di sette convogli lungo la rotta Methil - Bergen senza far registrare scontri con il nemico.
Dopo l'avvio dell'invasione tedesca della Norvegia il 9 aprile 1940, l'Electra fu riassegnato alla forza da battaglia della Home Fleet per operare nelle acque norvegesi: il 12 aprile il cacciatorpediniere raggiunse il Vågsfjorden nel nord della Norvegia, svolgendo nelle settimane seguenti operazioni di scorta e appoggio alle unità terrestri degli Alleati impegnate negli scontri della battaglia di Narvik. L'8 maggio l'Electra rientrò in patria nella base di Scapa Flow per svolgere lavori di manutenzione; dopo la fallimentare conclusione della campagna norvegese, all'inizio di giugno il cacciatorpediniere tornò nelle acque della Norvegia per proteggere l'evacuazione finale delle forze degli Alleati dalla zona di Narvik. L'11 giugno l'Electra scortò la portaerei HMS Ark Royal diretta a compiere un'incursione contro le navi tedesche ancorate a Trondheim; sulla via del rientro a Scapa Flow, il 13 giugno l'Electra entrò in collisione a causa della fitta nebbia con il cacciatorpediniere HMS Antelope, subendo gravi danni strutturali e rimanendo immobilizzato. Il cacciatorpediniere HMS Zulu trainò in salvo a Scapa Flow l'immobilizzato Electra, il quale rimase fuori servizio per le riparazioni a Troon fino al 31 agosto seguente.

### Operazioni in Atlantico, Mare del Nord e Artico
Al rientro in servizio l'Electra fu messo in forza alla 3rd Destroyer Flotilla di Scapa Flow, partecipando quindi alle operazioni della Home Fleet del periodo nelle acque del Mare del Nord e dell'oceano Atlantico settentrionale: il 28 settembre il cacciatorpediniere fece parte di una formazione capeggiata dall'incrociatore da battaglia HMS Hood inviata ad attaccare un convoglio tedesco segnalato in partenza da Stavanger, rientrando però senza essere entrata in contatto con il nemico; similmente senza esito ebbe la sortita del 5-6 ottobre seguente, quando l'Electra scortò gli incrociatori da battaglia Hood e HMS Repulse inviati invano alla ricerca dell'incrociatore tedesco Admiral Scheer, autore di un attacco in Atlantico al convoglio HX-84. Le missioni di scorta alla Home Fleet si alternarono, tra dicembre 1940 e aprile 1941, con varie sortite per scortare i convogli mercantili in arrivo nel Regno Unito dall'altro lato dell'Atlantico, nonché con operazioni di scorta ai posamine britannici inviati a stendere sbarramenti minati difensivi nel Mare del Nord; tra il 22 e il 25 gennaio l'Electra partecipò all'operazione Rumble, coprendo la riuscita fuga dal porto di Göteborg nella neutrale Svezia di cinque mercantili norvegesi attraverso acque fortemente pattugliate dai tedeschi.
Il 22 maggio 1941 l'Electra prese il mare da Scapa Flow con altri cinque cacciatorpediniere come scorta a una formazione composta dallo Hood e dalla nave da battaglia HMS Prince of Wales, dopo notizie circa una sortita in direzione dell'Atlantico della nuova nave da battaglia tedesca Bismarck e dell'incrociatore pesante Prinz Eugen. I cacciatorpediniere furono poi distaccati per ampliare il raggio delle ricerche, e di conseguenza l'Electra fu assente alla battaglia dello stretto di Danimarca il 24 maggio nel corso della quale lo Hood venne colato a picco e la Prince of Wales venne gravemente danneggiata dal tiro delle navi tedesche; l'Electra ispezionò il luogo dello scontro nelle ore seguenti traendo in salvo i soli tre superstiti dell'equipaggio dello Hood, per poi scortare la Prince of Wales a Rosyth dove arrivò il 29 maggio. Alla fine di giugno il cacciatorpediniere fu quindi destinato a un turno di lavori di manutenzione e ammodernamento presso i cantieri di Sheerness, completato il 5 agosto seguente.
Al rientro in servizio l'Electra fu destinato alla scorta dei "convogli artici" diretti dal Regno Unito al nord dell'Unione Sovietica, e tra il 12 e il 31 agosto 1941 accompagnò il primo di questi convogli ("Dervish") da Liverpool ad Arcangelo; il cacciatorpediniere rimase quindi dislocato ad Arcangelo per svolgere operazioni anti-sommergibili fino alla fine di settembre, quando rientrò nel Regno Unito scortando il convoglio di ritorno QP-1.

### L'invio in Oriente
L'Electra rimase dislocato a Scapa Flow fino al 21 ottobre 1941, quando fu inviato a Greenock per unirsi a una piccola formazione comprendente la Prince of Wales e il cacciatorpediniere HMS Express; nubi di guerra andavano addensandosi in Estremo Oriente, e come forma dissuasiva delle mire espansionistiche dell'Impero giapponese il governo britannico decise il trasferimento della Prince of Wales nella base di Singapore: la corazzata salpò quindi il 23 ottobre da Greenock con i suoi due cacciatorpediniere di scorta, iniziando il viaggio in Atlantico per compiere il periplo dell'Africa. Il 5 novembre le tre navi fecero scalo a Freetown, trasferendosi quindi a Città del Capo il 16 novembre e infine a Colombo il 28 novembre prima di intraprendere l'ultimo tratto alla volta di Singapore; il 29 novembre le unità britanniche si ricongiunsero in mare con l'incrociatore da battaglia Repulse e i suoi due cacciatorpediniere di scorta, e l'intera formazione, posta agli ordini dell'ammiraglio Thomas Phillips, assunse la designazione di "Force Z".
La Force Z gettò l'ancora a Singapore il 2 dicembre 1941; tra il 5 e il 6 dicembre il Repulse compì una breve crociera di visita nel porto australiano di Darwin, venendo scortato nel primo tratto dai cacciatorpediniere Electra e HMS Jupiter. La mattina del 7 dicembre 1941 il Giappone aprì le ostilità contro gli Alleati attaccando la flotta statunitense a Pearl Harbor nelle Hawaii; a Singapore, dove per effetto della linea internazionale del cambio di data era la mattina dell'8 dicembre, le navi della Force Z salparono immediatamente dopo la segnalazione dell'approssimarsi alle coste della Malesia britannica di una flotta d'invasione giapponese. Le unità di Phillips rimasero a incrociare davanti alla costa orientale della Malesia senza esito per due giorni, prima di invertire la rotta e fare rientro verso Singapore; il 10 dicembre la Force Z si ritrovò però sotto l'attacco di vaste formazioni di aerei giapponesi nelle acque davanti a Kuantan, e nel giro di poche ore tanto la Prince of Wales quanto il Repulse furono colati a picco con gravissime perdite umane tra i loro equipaggi. Al termine dello scontro l'Electra prese a bordo 571 naufraghi del Repulse, portandoli in salvo a Singapore il giorno seguente.
Tra la fine di dicembre 1941 e l'inizio di gennaio 1942 l'Electra fu impegnato a scortare i convogli di rifornimento sulla rotta Bombay - Singapore; il 3 febbraio l'unità trainò a Batavia da Singapore il cacciatorpediniere HMS Isis, immobilizzato da un guasto e impossibilitato a essere riparato nella base malese ormai prossima a essere attaccata dai giapponesi, per poi scortare tra il 12 e il 14 febbraio il convoglio JS 1 in arrivo a Batavia da Colombo. Il cacciatorpediniere si unì quindi alla flotta multinazionale dell'American-British-Dutch-Australian Command, incaricata di contrastare l'ormai prossima invasione giapponese di Giava.

### L'affondamento
La sera del 26 febbraio 1942 le forze navali degli Alleati, al comando del retroammiraglio olandese Karel Doorman, salparono da Surabaya e Batavia dopo l'avvistamento della flotta di invasione giapponese diretta a Giava; nel corso del 27 febbraio le navi alleate si scontrarono quindi con i giapponesi nella battaglia del Mare di Giava, subendo una pesante disfatta. L'Electra fu tra le prime unità ad avvistare il nemico intorno alle 16:12, venendo cannoneggiato alla lunga distanza dall'incrociatore giapponese Naka e lanciando alcune salve di siluri verso le navi da trasporto giapponesi, in entrambi i casi senza effetto. Alle 17:25 l'ammiraglio Doorman ordinò al gruppo di cacciatorpediniere britannici (Electra, Jupiter ed Express) di serrare le distanze con la flotta nemica e lanciare un contrattacco con i siluri, al fine di coprire la ritirata del danneggiato incrociatore HMS Exeter; muovendo in mezzo alle dense nuvole di fumo alzate sul luogo dello scontro, l'Electra si ritrovò a scambiare cannonate con l'incrociatore Jintsu e tre cacciatorpediniere giapponesi alla distanza di sei chilometri, ottenendo alcuni centri con i suoi pezzi d'artiglieria sul cacciatorpediniere Asagumo. Mentre le unità nipponiche scomparivano in mezzo al fumo, l'Electra fu centrato in pieno da un colpo di grosso calibro sul lato di sinistra, il quale esplose nella sala caldaie numero 2 immobilizzando la nave; i cacciatorpediniere Asagumo e Minegumo serrarono quindi le distanze per finire il danneggiato Electra, il quale continuò a rispondere al fuoco nonostante i suoi pezzi dovessero essere manovrati in punteria locale visto che tutti i contatti con il ponte di comando erano saltati.
L'Electra e i cacciatorpediniere giapponesi continuarono ad affrontarsi per alcuni minuti, mentre tutti i cannoni dell'unità britannica venivano silenziati uno per uno dal tiro nemico; i cacciatorpediniere giapponesi serrarono le distanze al punto da aprire il fuoco sulla nave con le mitragliere antiaeree. Con un incendio a bordo e un solo cannone rimasto funzionante, l'equipaggio dell'Electra ricevette infine l'ordine di abbandonare la nave; lo scafo crivellato dell'unità iniziò pian piano a capovolgersi e affondare per scomparire del tutto sott'acqua intorno alle 18:00, portando con sé i corpi di 108 uomini dell'equipaggio. Il sommergibile statunitense USS S38 riuscì a recuperare, nelle prime ore del 28 febbraio, 54 naufraghi del cacciatorpediniere e a portarli in salvo a Giava.